# استریکر
استریکر (به انگلیسی: Stryker) نفربر زره‌پوش آمریکایی هشت چرخ با چهار چرخ محرک است. پروژه استریکر خانواده‌ای از خودروهای همسان ولی ویژه می‌باشد که همه آنها از قطعات، تکنولوژی و ساختار ابتدایی یکسان بهره می برند. پروژه استریکر ارتش ایالات متحده امریکا تلاشی برای یافتن یک تعادل کارآمد بین قدرت و توانایی جابجایی بوده و خودرویی است که به اندازه یک تانک مهلک بوده و همانند هاموی سریع می‌باشد و می‌تواند در کمتر از۹۶ ساعت در هر جای دنیا آماده سرویس دهی شود. استریکر نخستین خودروی زره‌پوش جنگی ارتش امریکا بعد از خودرو جنگی پیاده نظام ام۲ بردلی است که در دهه ۱۹۸۰ میلادی طراحی و ساخته شد.
استریکر بر اساس ال‌آوی ۳ (خودرو زرهپوش سبک) ارتش کانادا طراحی شده که خود برگرفته از نفربرهای چرخ‌دار سوئیسی موواگ پیرانیا است. کارخانه جنرال داینامیکس که طراح و سازنده ال‌آوی و استریکر است نخستین استریکر را در سال ۲۰۰۳ به نیروی زمینی ارتش آمریکا تحویل داد و اکنون حدود ۴ هزار استریکر از انواع مختلف مشغول خدمت در ارتش آمریکا هستند. زره پایه استریکر مقاومت کامل در برابر فشنگ‌های ۷.۶۲ م‌م ناتو دارد و با نصب یک زره تکه دوزی سرامیکی در مقابل گلوله های مسلسل ۱۴.۵ م‌م هم ایمن خواهد شد. دیواره درونی خودرو عایق‌کاری شده تا از خرد شدن قسمت درونی زره بر اثر ضربه جلوگیری شود. این نفربر به سیستم اتوماتیک اطفای حریق و حفاظت شیمیایی-میکروبی-اتمی هم مجهز است. استریکرهایی که در مناطق جنگی مورد استفاده قرار می گیرند با زره قفسی فولادی پوشانده می شوند که از آنها در مقابل راکت‌های آرپی‌جی محافظت می‌کند و به تازگی یک زره انفجاری واکنشی هم برای آن طراحی شده است که قرار است جایگزین زره قفسی شود.
سلاح اصلی نفربر زرهپوش استریکر یک تیربار سنگین ۱۲.۷ م‌م با ۲۰۰۰ فشنگ یا یک نارنجک‌انداز اتوماتیک ۴۰ م‌م با ۴۳۰ نارنجک است که به صورت کنترل از راه دور عمل می کنند. خدمه نفربر دو نفر هستند و توان حمل ۹ سرنشین را دارد. وزن آن ۱۶.۵ تن است و با یک موتور دیزلی به قدرت ۳۵۰ اسب بخار به حداکثر سرعت ۱۰۰ کیلومتر در جاده می‌رسد و برد عملیاتی آن با یک بار سوخت‌گیری حدود ۵۳۰ کیلومتر است. استریکر می‌تواند از خاکریزهای دو متری بگذرد. در آب‌هایی به عمق ۱.۲ متر حرکت کند. از شیب ۶۰ درجه بالا رود و موانع عمودی به ارتفاع ۶۰ سانتی متر را پشت سر بگذارد.
در زمانی که ژنرال اریک شینسکی رئیس ستاد مشترک ارتش امریکا بود، این خودرو از جانب او مورد استقبال فراوان قرار گرفت و از حامیان اصلی به کارگیری این خودرو در ارتش امریکا به شمار می رفت.

## مدلهای مختلف
از آنجا که مدلهای مختلف استریکر بسیار به هم نزدیک هستند، همه آنها می توانند در صورت نیاز از تایرها، زره و سیستم راهبری یکدیگر استفاده کنند و نیازمند تکنسین‌ها و قطعات کمتر هستند. در تئوری یک نوع از استریکر در یک زمان نسبتاً کم می‌تواند به نوع دیگری تبدیل شود و این مزیت مهمی برای این خودرو است که می‌تواند این خودرو را برای کاربردهای مختلف انعطاف پذیر سازد.
- ICV: خودروی نفربر استریکر
- MGS: سیستم تسلیحاتی متحرک
- RV: خودروی شناسایی
- MC: خودروی حمل خمپاره
- CV: خودروی فرماندهی
- FSV: خودروی پشتیبان آتش
- ESV: خودروی دسته مهندسی
- MEV: آمبولانس نظامی
- ATGM: خودروی موشک انداز
- NBC RV: خودروی شناسایی مناطق متاثر از سلاح‌های کشتار جمعی
- SPH: نمونه اولیه برای سایر مدلها بوده که از نوامبر ۲۰۰۵ تولید آن متوقف گردید.

## کاربران

### کاربران کنونی
ایالات متحده آمریکا - ۴۲۹۳ دستگاه تا نوامبر ۲۰۱۲ فعال بوده‌اند.

### کاربران احتمالی
عراق - دولت عراق درخواست خرید ۴۰۰ استریکر را برای پلیس خود ارائه کرده‌است. این درخواست به جای درخواست پیشین برای خرید ال‌آوی-۲۵ مطرح شده‌است. ارتش عراق هم خواستار خرید ۳۰ دستگاه استریکر است. در ۵ ژوئیه ۲۰۱۳ عراق خرید ۵۰ دستگاه استریکر ام۱۱۳۵ شناسایی ش‌م‌ه را درخواست کرد.
 شیلی - نیروی دریایی شیلی برای خرید مدل‌های ام۱۱۲۶ و ام۱۱۲۸ استریکر برای تفنگداران دریایی خود ابراز علاقه کرده‌است. علاقه‌مند به